# 새로운 노동 정체성

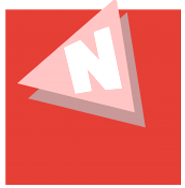
노동조합의 로고

새로운 노동 정체성(이탈리아어: Nuove Identità di Lavoro 누오베 이덴티타 디 라보로[*], NIdiL)는 이탈리아에서 프리랜서 및 제로 시간 근로자를 대표하는 노동조합이다.
이 노동조합은 1998년에 이탈리아 노동총연맹의 일환으로 설립되었다. 모든 불안정 노동자를 대표하고 있으며 대부분의 회원은 젊은 근로자이다. 이 조합은 회원들의 권리 개선 및 연금과 같은 신용 및 혜택에 대한 접근을 촉구하고 있다.  이 조합은 코로나19 팬데믹 기간 동안 많은 불안정한 근로자들이 직면한 어려움을 강조하여 주목을 받았다.

## 사무총장
- 1998: 체사레 밍기니[3]
- 2001: 에밀리오 비아포라[3]
- 2006: 필로메나 트리지오[3]
- 2013: 클라우디오 트레베스[3]
- 2018: 안드레아 보르게시[3]